# Otto Rottman
Otto Rottman – rumuński lekkoatleta, oszczepnik. Reprezentant kraju podczas igrzysk w Amsterdamie (1928) – z wynikiem 50,93 zajął 27. miejsce w eliminacjach rzutu oszczepem i nie awansował do finału..
Rekord życiowy – 57,34 (25 sierpnia 1929, Gdańsk) – wynik ten do 1935 był rekordem Rumunii.